# アウグストゥスの凱旋門 (リミニ)

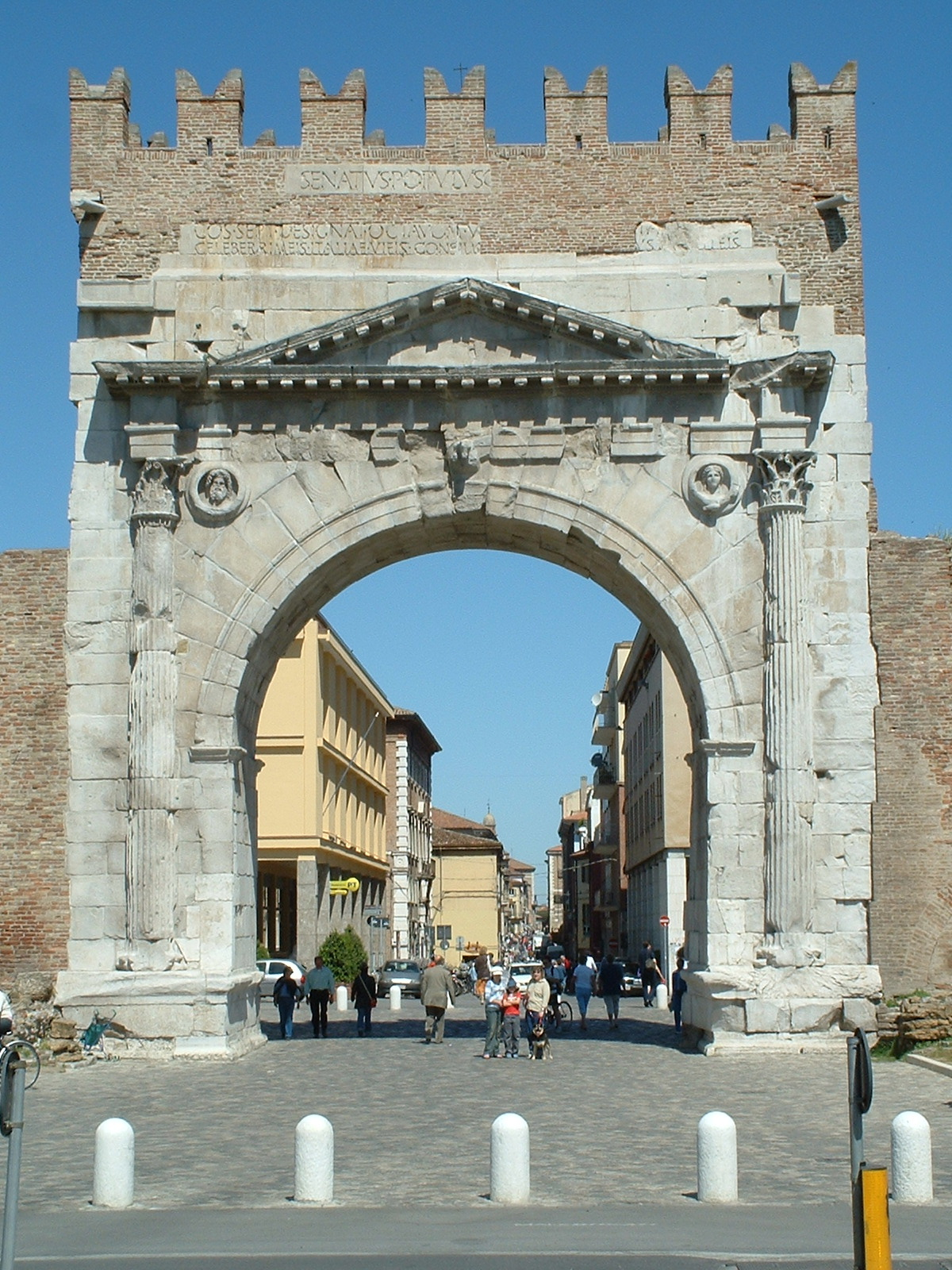
アウグストゥスの凱旋門

アウグストゥスの凱旋門（イタリア語: Arco di Augusto、ラテン語: Arcus Augusti）は、イタリアのリミニにある凱旋門。
古代ローマ時代の凱旋門では、現存する最古のものである。紀元前27年に元老院が初代皇帝アウグストゥスに贈ったものであり、ローマを発するフラミニア街道の終端に位置するこの地に建てられた。また、リミニとピアチェンツァを結ぶエミリア街道の起点とは、リミニ市街地中心部を東西に横断するアウグストゥス通り（現代名はCorso d'Augusto、古代ローマ時代はデクマヌス・マクシムス通りと呼ばれた）で結ばれている。

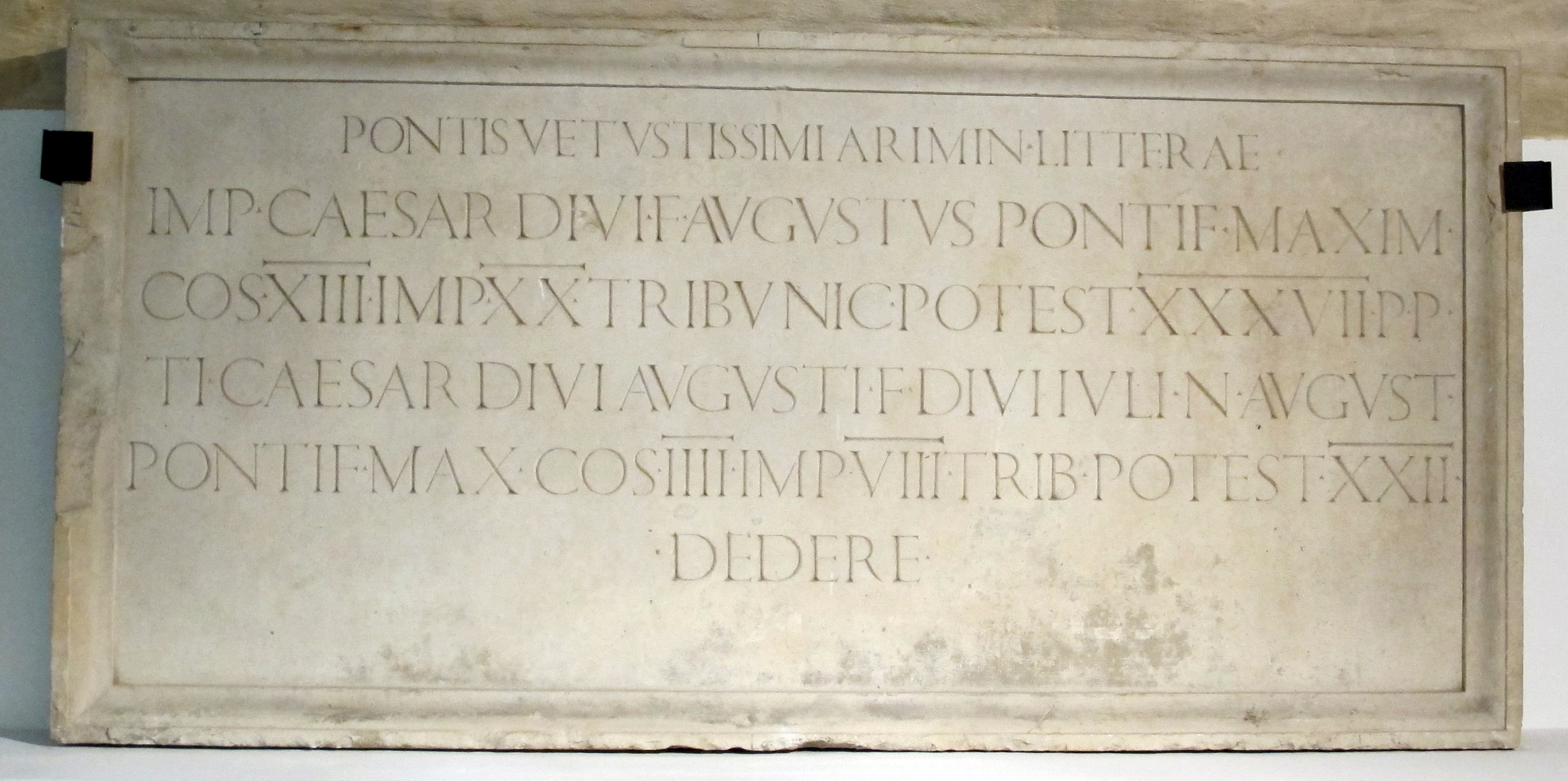
アウグストゥスの凱旋門に刻まれた文

（日本語訳）アリミヌム（リミニの古名）の最も古い橋の記録
インペラトル・カエサル・神の子・アウグストゥス、最高神祇官
執政官13回、インペラトル歓呼20回、護民官特権37回、国家の父
ティベリウス・カエサル・神アウグストゥスの子・神ユリウスの孫・アウグストゥス
最高神祇官、執政官4回、インペラトル歓呼8回、護民官特権22回（に）
捧げられる。